# Osiolki.net
Osiolki.net – niekomercyjny serwis internetowy, działający od maja 2003 do połowy 2007 roku. Utworzony został z inicjatywy polskiego środowiska użytkowników przeglądarki internetowej Opera.
Strona propagowała tworzenie stron internetowych w sposób zgodny z obowiązującymi standardami i wytycznymi organizacji W3C. Wiodącymi metodami były negocjacje z autorami w sprawie poprawy prowadzonych przez nich witryn, opracowywanie poprawek błędów, a w razie nieskuteczności tych metod publikacja na „czarnej liście” tych, którzy pozostawiają swoje strony błędne. Serwis publikował również artykuły i porady dla webmasterów, a jego hasłem przewodnim jest „Internet. Dla wszystkich”.

## Geneza
Określenie „osiołki” – od którego wzięła się nazwa serwisu – powstało w środowisku fanów przeglądarki Opera. Nazywano w ten sposób strony, które działały niepoprawnie pod przeglądarkami innymi niż Internet Explorer. Później pojawił się pomysł udostępnienia w sieci spisu takich stron. Lista ta rozrastała się, aż powstał z niej duży serwis mający na celu niesienie pomocy w tworzeniu poprawnych stron WWW. Osiolki.net od początku swojej działalności szczególną uwagę przykładały również do dostępności zasobów internetowych dla osób niepełnosprawnych. Początek działalności serwisu datuje się na maj 2003 roku. Jego założycielami byli Jarek Piórkowski, Wojciech Eysymontt, Kornel Lesiński i Robert Błaut. Późniejszy skład zespołu to ponad 20 osób.
W ciągu ponad 3,5-letniego okresu działalności, ekipa serwisu Osiolki.net przyczyniła się do poprawy ponad 800 stron internetowych. Jej autorzy publikowali artykuły o tematyce poprawnego pisania stron na łamach znanych polskich portali internetowych, działalność serwisu była niejednokrotnie opisywana w polskiej prasie fachowej.

## Reguły osiołków
Zalążkiem serwisu była czarna lista witryn. Osiolki.net przyznawały niechlubny tytuł „Osiołka” stronom, które nie były poprawiane pomimo negocjacji z autorami. W skrajnych sytuacjach (kiedy autor ignorował przekazywane mu uwagi lub też z uwagi na multum błędów w kodzie) przyznawany był tytuł „Super Osiołka”.
Do tych dwóch tytułów kandydowały strony, które:
- blokowały dostęp jakiejkolwiek przeglądarce,
- zawierały błędy, które utrudniały lub uniemożliwiały skorzystanie ze strony w przeglądarce zgodnej ze standardami,
- niesłusznie ograniczały funkcjonalność niektórym przeglądarkom,
- nie były dostępne dla osób niepełnosprawnych, a były stronami instytucji publicznych (nie spełniały zasad WAI).

Od powyższych zasad istnieją wyjątki. Osiołkiem nie była strona, która:
- miała ograniczoną funkcjonalność ze względu na błąd w przeglądarce,
- miała niewielkie odchylenia od standardów wykonane celowo dla zwiększenia kompatybilności z różnymi przeglądarkami,
- treść strony wymagała przeglądarki o większych możliwościach (np. interaktywne prezentacje i animacje),
- zawierała niewielkie błędy w kodzie, które nie miały wpływu na działanie i wygląd strony w różnych przeglądarkach.

W szczególności z tych zasad wynikało, że Osiołkiem nie były strony, które korzystały z kontrolki ActiveX (dostępnej jedynie w Microsoft Internet Explorer) w celu przeskanowania komputera w poszukiwaniu wirusów, czy też weryfikacji licencji pliku muzycznego (niektóre sklepy internetowe z muzyką).
Niezależnie od wszystkich powyższych warunków, zespół Osiołków nie zajmował się zgłoszeniami stron obcojęzycznych oraz zawierających treści niemoralne i nielegalne.
Zgłoszeń wadliwie działających stron dokonywali internauci. Każde zgłoszenie było rozpatrywane przez zespół Osiołków pod kątem zgodności z zasadami i technicznego uwarunkowania problemu. Po opracowaniu poprawki prowadzona była korespondencja drogą elektroniczną z webmasterem lub wykonawcą strony. Etap ten trwał zazwyczaj do 8–9 dni, na prośbę osoby prowadzącej korespondencję mógł zostać wydłużony. Cykl mógł zakończyć się w trojaki sposób:
- Jeśli po ustalonym czasie strona nie została poprawiona lub nie zaistniała chęć poprawy ze strony autora, była dodawana do listy Osiołków[14][15].
- Jeśli strona została poprawiona przed umieszczeniem na liście, była przenoszona do sekcji ukrytej, niewidocznej publicznie.
- Jeśli strona została poprawiona po umieszczeniu na liście, została przenoszona do działu stron poprawionych[16].

## Kontrowersje
Działalność serwisu wzbudzała kontrowersje wśród części webmasterów. Zarzucali oni autorom serwisu, że ten był sponsorowany przez producenta jednej z nowoczesnych przeglądarek, co stawiało pod znakiem zapytania niekomercyjny charakter przedsięwzięcia. Jak wyjaśniali sami autorzy:

Nie jesteśmy związani żadną umową z Opera Software. Firma ta nie ma wpływu na treść serwisu i również nie bierze za niego odpowiedzialności. Serwis nie powstał dla promowania żadnej konkretnej przeglądarki, (…) są w naszym zespole także osoby nie związane z Operą.

## Koniec działalności
Serwis zakończył działalność ze względu na spadek popularności Internet Explorera.

Kiedy zaczynaliśmy, alternatywne przeglądarki miały zaledwie kilkuprocentowy udział w rynku i mało kto brał je na poważnie. Dziś „osiołkowe” strony odcinają się od połowy użytkowników Internetu.